# Georgi Czomakow
Georgi Czomakow (bg. Георги Чомаков, ur. 6 kwietnia 1959 w Płowdiwie) – bułgarski szermierz, trzykrotny medalista mistrzostw świata.
Podczas mistrzostw świata w Barcelonie w 1985 roku Bułgarzy w składzie: Christo Etropołski, Wasił Etropołski, Georgi Czomakow i Marin Iwanow zdobyli srebrny medal w szabli drużynowej. W tej samej konkurencji zdobył również brązowy medal na mistrzostwach świata w Sofii w 1986 roku oraz kolejny srebrny na mistrzostwach świata w Lozannie rok później.
Wystartował na igrzyskach olimpijskich w Moskwie w 1980 roku, gdzie w turnieju indywidualnym odpadł w pierwszej rundzie eliminacyjnej. W zawodach drużynowych Bułgarzy odpadli w pierwszej rundzie. Brał również udział w igrzyskach olimpijskich w Seulu w 1988 roku, gdzie drużynowo ponownie odpadł w pierwszej rundzie.
Zdobył brązowy medal w szabli na mistrzostwach Europy w Lizbonie w 1983. 
Ojciec szablistki Margarity Czomakowej.